# Our Song
"Our Song" je pjesma američke country pjevačice Taylor Swift. Objavljena je 22. kolovoza 2007. preko iTunesa kao treći singl za njen debitanski album Taylor Swif. pjesmu je napisala Taylor Swift, a producent je Nathan Chapman.
Pjesma je objavljena kao drugi singl s albuma Fearless u Italiji.

## Videospot
Spot za pjesmu "Our Song" snimljen je pod redateljskom palicom Treya Fanjoya. Premijera spota bila je na CMT-u u rujnu 2007. godine. Na početku videa Swift leži kod svojeg kreveta, lakira nokte i razgovara na telefonu. Kasnije se pokazuje u plavoj haljini kako pjeva ispred kuće, između tih scena ona se pojavljuje s bendom u bijeloj sobi. 
Spot je pregledan više od 29 milijuna puta na YouTubu.

## Uspjeh na ljestvicama
"Our Song" je njena prva pjesma koja je zauzela prvo mjesto ljestvice Billboard Hot Country Songs. U prvom tjednu nakon objavljivanje pjesma se plasirala na 55. mjestu, nekoliko tjedana kasnije na 6. mjestu, tako da bi sljedećeg tjedna mogla doći do prvog mjesta. To je i ujedno najveći skog do prvog mjesta na toj ljestvici nakon Tim McGrawove pjesme "Just to See You Smile" koja se također popela od 6. do prvog mjesta. Pjesma se držala šest tjedana na broju jedan i time je postala druga ženska izvođačica kojoj je to uspjelo. 
Pjesma se također plasirala na Billboardovoj Hot 100 ljestvici na 16. mjestu i na ljestvici Canadian Hot 100 na 30. mjestu.	

## Ljestvice
| Ljestvica (2007. – 2008.)       | Najviša pozicija |
| ------------------------------- | ---------------- |
| Kanada                          | 30               |
| SAD Billboard Hot 100           | 16               |
| SAD Billboard Hot 100 Airplay   | 23               |
| SAD Billboard Pop 100           | 18               |
| SAD Billboard Hot Country Songs | 1                |